# Tihon Konstantinov
Tihon Konstantinov (13. srpna 1898 - 20. ledna 1957) byl politik Moldavské SSR a Ukrajinské SSR.

## Život
Konstantinov se narodil ve vesnici Chorošoe v Pavlogradském újezdu v Jekatěrinoslavské gubernii. Vesnice se nacházela u řeky Samary, přičemž vedle vesnice se nacházelo panství Dobrenkoje.
V letech 1938-1940 byl předsedou rady v Moldavské ASSR v Tiraspolu a lidovým poslancem Nejvyšší rady Ukrajinské SSR.
Tihon Konstantinov byl předsedou vlády Moldavské SSR (2. srpna 1940 - 17. dubna 1945) (v emigraci v Ruské SFSR od června 1941 do srpna 1944). Přesný název zněl předseda Rady lidových komisařů.
V době jeho působení ve funkci předsedy vlády byli prvními tajemníky Komunistické strany Moldavska Pjotr Borodin a Nikita Salogor.

## Ocenění
- Leninův řád (7. února 1939) – za vynikající úspěchy v zemědělství a zejména za nadměrné plnění plánů velkých zemědělských prací.[3]